# European Journal of Pharmacology
Lo European Journal of Pharmacology (in italiano: Giornale europeo di farmacologia) è un noto giornale scientifico a revisione paritaria nel campo della farmacologia. La rivista pubblica articoli completi sui meccanismi d'azione delle sostanze chimiche che interessano i sistemi biologici. Pubblica anche brevi recensioni di dibattito sui recenti progressi in settori in rapida espansione nel suo campo.
Nel 2014 il fattore d'impatto della rivista era di 2,532.